# Błażejowice Dolne
Błażejowice Dolne (dodatkowa nazwa w j. niem. Blaschewitz) – wieś w Polsce, położona w województwie opolskim, w powiecie prudnickim, w gminie Głogówek. Historycznie leży na Górnym Śląsku, na ziemi prudnickiej. Położona jest na terenie Wysoczyzny Bialskiej, będącej częścią Niziny Śląskiej.
W latach 1954–1959 wieś należała i była siedzibą władz gromady Błażejowice, po jej zniesieniu w gromadzie Mochów. W latach 1975–1998 miejscowość należała administracyjnie do ówczesnego województwa opolskiego.
Według danych na 2011 wieś była zamieszkana przez 150 osób.

## Geografia

### Położenie
Wieś jest położona w południowo-zachodniej Polsce, w województwie opolskim, około 9,5 km od granicy z Czechami, na Wysoczyźnie Bialskiej. Należy do Euroregionu Pradziad. Leży na terenie Nadleśnictwa Prudnik (obręb Prudnik).

### Środowisko naturalne
W Błażejowicach Dolnych panuje klimat umiarkowany ciepły. Średnia temperatura roczna wynosi +8,3 °C. Duże zróżnicowanie dotyczy termicznych pór roku. Średnie roczne opady atmosferyczne w rejonie Błażejowic Dolnych wynoszą 623 mm. Dominują wiatry zachodnie.

## Nazwa
Nazwa miejscowości pochodzi od nazwy osobowej Błażej. Końcówka „ice” charakterystyczna jest dla słowiańskich nazw patronimicznych wywodzących się od patronów rodu. W alfabetycznym spisie miejscowości na terenie Śląska wydanym w 1830 roku we Wrocławiu przez Johanna Knie miejscowość występuje pod polską nazwą Blasieowice oraz nazwą zgermanizowaną Blaschewitz. Topograficzny opis Górnego Śląska z 1865 roku notuje wieś pod niemiecką nazwą Blaschewitz, a także staropolską Blazycowicz, pod którą po raz pierwszy została zanotowana w 1358 roku. Wymienia on również polską nazwę Blazejowice we fragmencie: „Blaschewitz (1358 Blazycowicz, polnisch Blazejowice)”.
Ze względu na polskie pochodzenie nazwy nazistowska administracja III Rzeszy w latach 1936–1945 zmieniła nazwę na nową, całkowicie niemiecką – Niederblasien. W Spisie miejscowości województwa śląsko-dąbrowskiego łącznie z obszarem ziem odzyskanych Śląska Opolskiego wydanym w Katowicach w 1946 wieś wymieniona jest pod polską nazwą Błażejowice. 9 września 1947 r. nadano miejscowości nazwę Błażejowice Dolne. W opracowanej w 1971 przez Powiatowy Inspektorat Statystyczny w Prudniku Statystycznej charakterystyce miejscowości w gromadach powiatu prudnickiego, miejscowość została wymieniona pod nazwą Błażejowice. 1 grudnia 2009 wprowadzono dodatkową nazwę wsi w języku niemieckim – Blaschewitz.
W historycznych dokumentach nazwę miejscowości wzmiankowano w różnych językach oraz formach: Blasegovitz (ok. 1300), Blazycowicz (1358), Blaschewicz (1430), Plaschwicz (1564), Blaziegowicz (1573), Blaszowic (1679), Blaschwitz (1784), Blascheowitz, Błażejowice (1845), Błażejowice, Niederblasien, Blaschewitz (1939), Błażejowice Dolne – Niederblasien (Blaschewitz) (1951), Błażejowice Dolne, -wic -nych (1980).

## Historia
Podczas badań archeologicznych na południu Błażejowic Dolnych odkryto artefakty z epoki neolitu. Niedaleko granicy z Mochowem znaleziono 136 fragmentów grubościennych naczyń użytkowych z ceramiki, które są dowodem na obecność najstarszej środkowoeuropejskiej kultury rolniczej na tym terenie. Podczas badań zlokalizowano workowatą jamę, datowaną na okres kultury łużyckiej, a także znaleziono żelazny topór z epoki osadnictwa Śląska przez plemiona Wandalów. Inne znaleziska wskazują na to, że ludność zasiedlała teren Błażejowic Dolnych nieprzerwanie, sięgając do epoki pełnego średniowiecza.

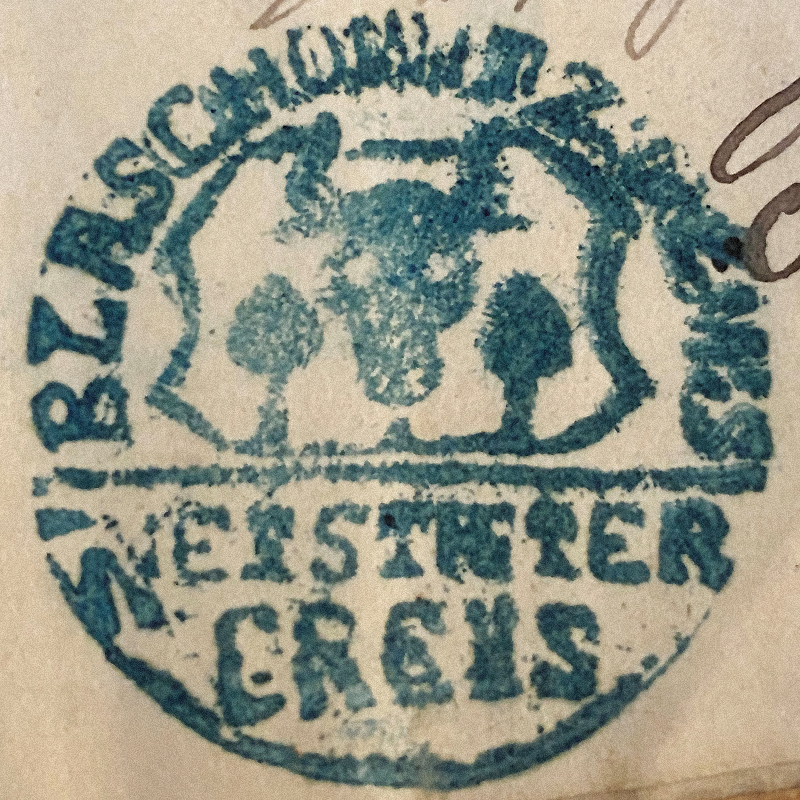
Pieczęć Błażejowic Dolnych (1885)

Wieś została założona w okresie niemieckiej kolonizacji Śląska w XIII wieku. Po raz pierwszy wzmiankowana była w 1358 jako Blazycowicz, a następnie w 1460 jako Blazeiowitz. Ze względu na jej nazwę przypuszcza się, że jej założycielem był Błażej (Blasius, Blažej). W 1383 książę opolski Władysław II wyraził zgodę na sprzedaż wsi przez rycerza Heinricha Kuropesa na rzecz pana Adama Beesa.

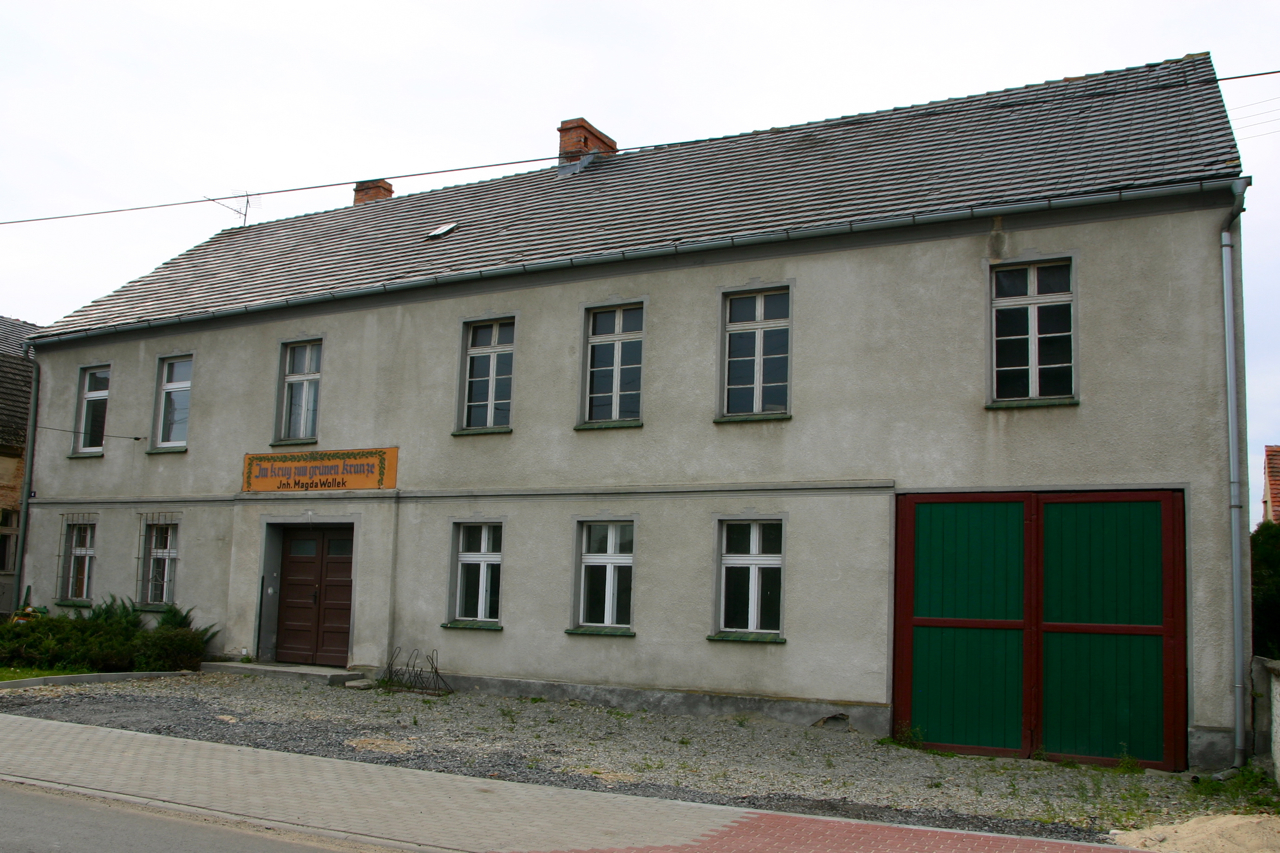
Dawna karczma „Im Krug zum grünen Kranze”

Do 1742 wieś należała do powiatu sądowego głogóweckiego w Monarchii Habsburgów. Po I wojnie śląskiej znalazła się w granicach Królestwa Prus i weszła w skład powiatu prudnickiego w prowincji Śląsk. Wieś posiadała swoją własną pieczęć, która przedstawiała w polu na ozdobnym kartuszu głowę byka, po prawej i lewej stronie narzędzie, a w otoku napis: BLASCHOWITZ: GEM: S / NEYSTAETER CREYS (pol. Gmina Błażejowice Dolne / Powiat Prudnicki). W XVIII lub XIX wieku w Błażejowicach Dolnych wzniesiono charakterystyczną dla ziemi prudnickiej kapliczkę-dzwonnicę.

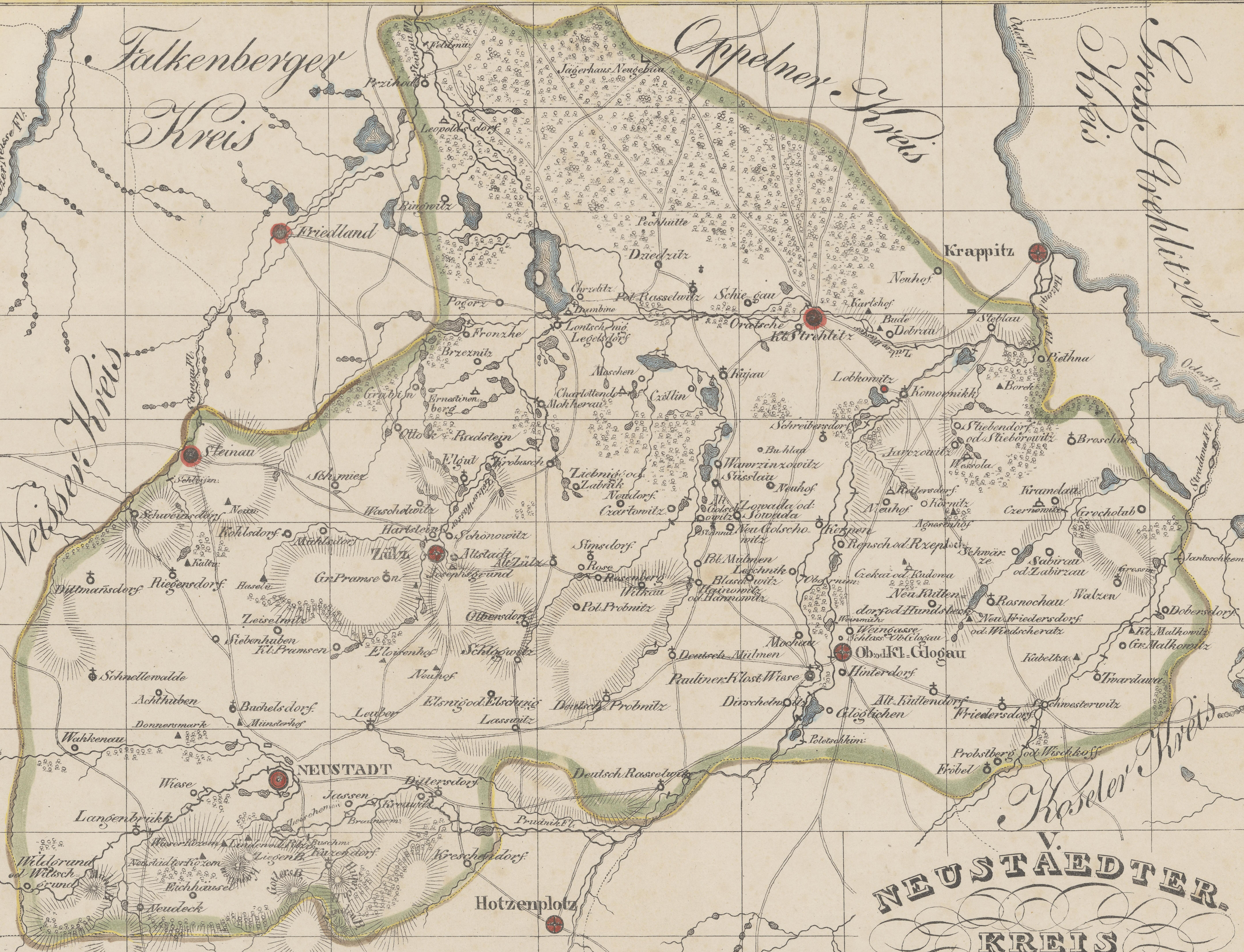
Błażejowice Dolne (Blaschwitz) wśród miejscowości ziemi prudnickiej na mapie z XIX wieku

W 1865 w Błażejowicach Dolnych pracowało 13 rolników, 15 ogrodników i 8 chłopów. W tym czasie znajdowała się w nich szkoła katolicka z 85 uczniami . Według spisu ludności z 1 grudnia 1910, na 338 mieszkańców Błażejowic Dolnych 14 posługiwało się językiem niemieckim, 248 językiem polskim, a 76 było dwujęzycznych. Znajdowała się tu karczma „Im Krug zum grünen Kranze” (pol. W dzbanie pod zielonym wieńcem), prowadzona przez Magdalenę Wollek. W wyborach parlamentarnych w Republice Weimarskiej w 1919 najwięcej głosów w Błażejowicach Dolnych zdobyli chrześcijańscy demokraci.

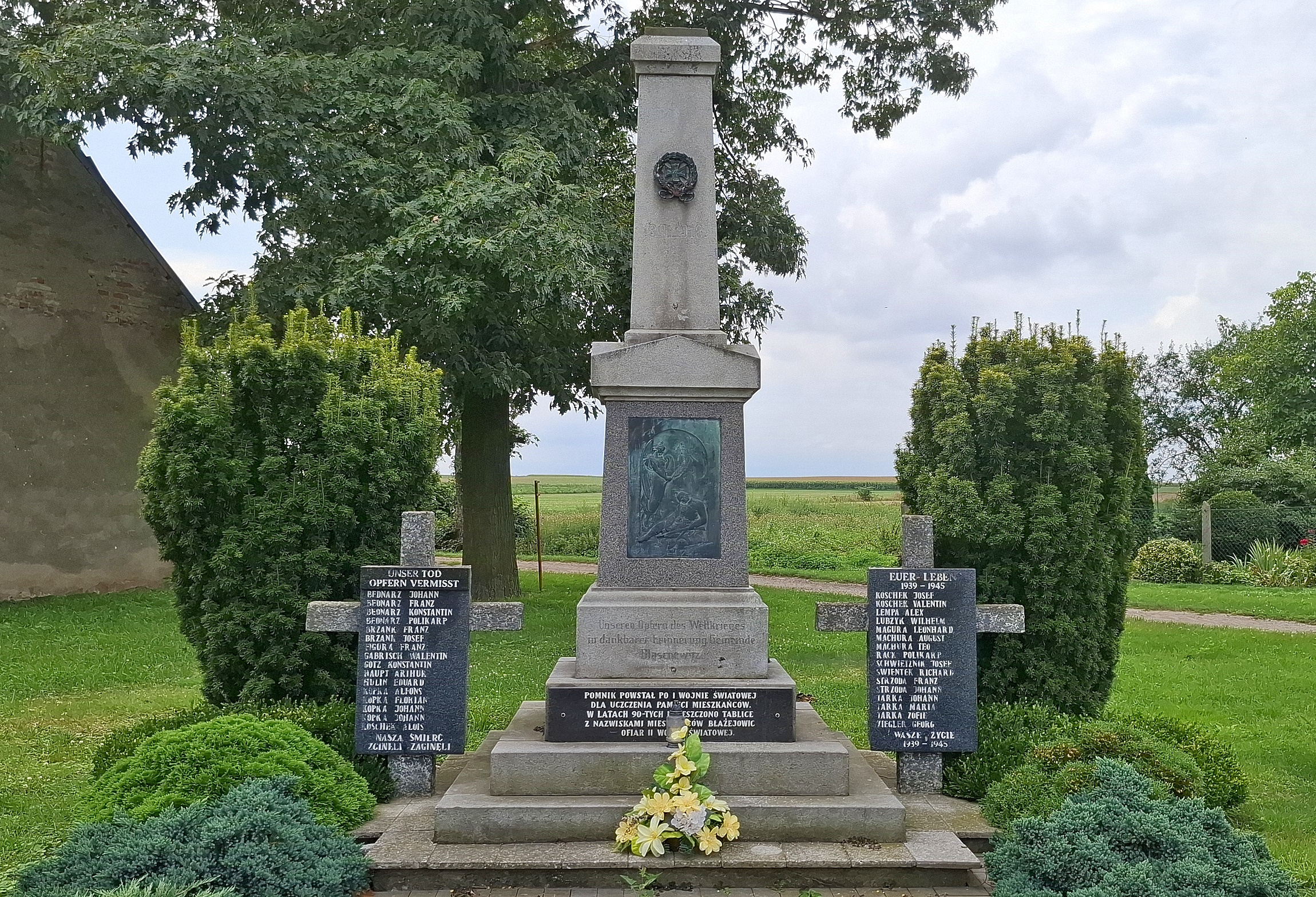
Pomnik poległych w I i II wojnie światowej

W 1921 w zasięgu plebiscytu na Górnym Śląsku znalazła się tylko część powiatu prudnickiego. Błażejowice Dolne znalazły się po stronie wschodniej, w obszarze objętym plebiscytem. Do głosowania uprawnionych było w Błażejowicach Dolnych 226 osób, z czego 149, ok. 65,9%, stanowili mieszkańcy (w tym 147, ok. 98,7% całości, mieszkańcy urodzeni w miejscowości). Oddano 224 głosy (ok. 99,1% uprawnionych), w tym 224 (100%) ważne; za Niemcami głosowało 210 osób (ok. 93,8%), a za Polską 14 osób (ok. 6,3%). W latach 20. XX wieku powstał pomnik upamiętniający 24 mieszkańców wsi, którzy zginęli podczas I wojny światowej (rozbudowany po II wojnie światowej).
W czasie II wojny światowej, 18 marca 1945 Armia Czerwona okrążyła kilka niemieckich dywizji w Głogówku, Leśniku, Błażejowicach Dolnych, Zawadzie, Mionowie, Wilkowie i Wierzchu. Tego dnia niemieckie dowództwo zarządziło skoncentrowanie sił w okolicach Błażejowic Dolnych, Mionowa i Zawady. W Błażejowicach Dolnych stacjonowały jednostki 20 Estońskiej Dywizji Grenadierów SS, a 19 marca znajdował się tu punkt dowodzenia 344 Dywizji Piechoty. Wieś była przepełniona uchodźcami, taborem i kolumnami wozów z bagażem i zaopatrzeniem. Co kwadrans była ostrzeliwana przez radziecki samolot myśliwski. Późnym wieczorem 19 marca, Błażejowice Dolne zostały opuszczone przez niemieckich żołnierzy, uchodźców i większość mieszkańców, a wieś zajęli żołnierze Armii Czerwonej.

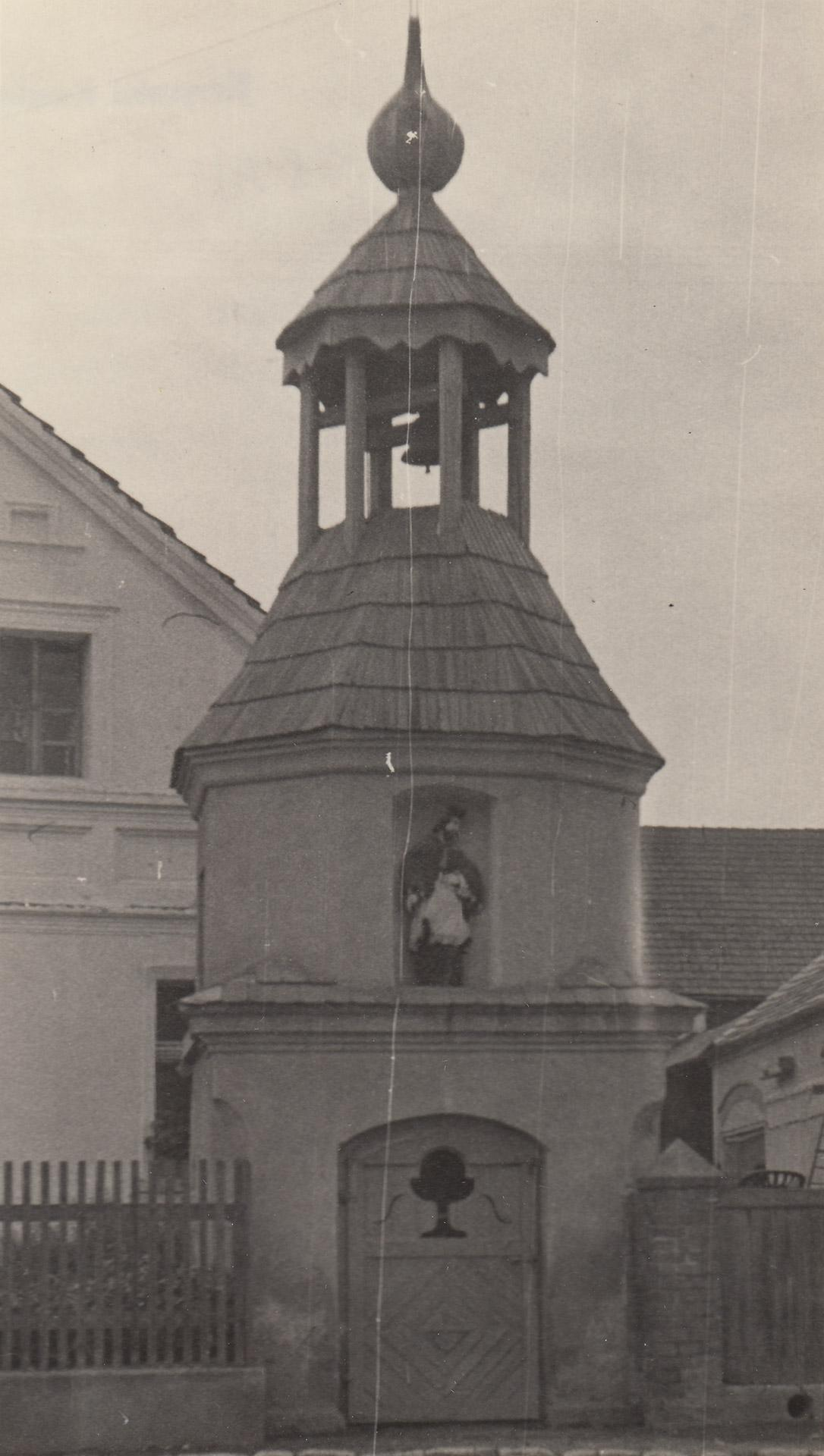
Kapliczka-dzwonnica w Błażejowicach Dolnych (1955)

Od marca do maja 1945 powiat prudnicki znajdował się pod kontrolą radzieckiej komendantury wojskowej. 11 maja 1945 polska administracja przejęła władzę cywilną w powiecie prudnickim. Mieszkańcom Błażejowic Dolnych, posługującym się dialektem śląskim bądź znającym język polski, pozwolono pozostać we wsi po otrzymaniu polskiego obywatelstwa.
W latach 1945–1950 Błażejowice Dolne należały do województwa śląskiego, a od 1950 do województwa opolskiego. W latach 1945–1954 wieś należała do gminy Gostomia, w latach 1954–1959 była siedzibą gromady Błażejowice, a w latach 1959–1972 należała do gromady Mochów. Podlegała urzędowi pocztowemu w Białej.
1 marca 1947 w Błażejowicach Dolnych dokonano mordu na trzyosobowej rodzinie. Zamordowano Jana Terkę, jego żonę Marię i ich trzymiesięczną córkę. W 1949 we wsi znajdowały się między innymi: szkoła podstawowa prowadzona przez Inspektorat Szkolny w Prudniku, rymarz, kotlarz, szewc. Z inicjatywy Powiatowej i Miejskiej Biblioteki w Prudniku oraz Prezydium Gromadnej Rady Narodowej, w 1956 powstała w Błażejowicach Dolnych biblioteka. W 1957 w północno-zachodniej części wsi wybudowano remizę Ochotniczej Straży Pożarnej. We wsi działał zespół teatralny. Na przełomie lat 70. i 80. XX wieku założono tu  Rolniczą Spółdzielnię Produkcyjną. W 2010 Błażejowice Dolne przystąpiły do Programu Odnowy Wsi Opolskiej.

### Przynależność państwowa i administracyjna
| Okres     |                                                                                | Państwo                           | Zwierzchnictwo                    | Jednostka administracyjna                                                |
| --------- | ------------------------------------------------------------------------------ | --------------------------------- | --------------------------------- | ------------------------------------------------------------------------ |
| 1358–1382 |                                                                                | Księstwo niemodlińskie            | Księstwo niemodlińskie            |                                                                          |
| 1382–1424 |                                                                                | Księstwo niemodlińsko-strzeleckie | Księstwo niemodlińsko-strzeleckie |                                                                          |
| 1424–1460 |                                                                                | Księstwo głogówecko-prudnickie    | Księstwo głogówecko-prudnickie    |                                                                          |
| 1460–1521 |                                                                                | Księstwo opolskie                 | Księstwo opolskie                 |                                                                          |
| 1521–1532 |                                                                                | Księstwo opolsko-raciborskie      | Księstwo opolsko-raciborskie      | księstwo opolskie                                                        |
| 1532–1742 | Monarchia Habsburgów                                                           | Monarchia Habsburgów              | Święte Cesarstwo Rzymskie         | księstwo opolsko-raciborskie, powiat sądowy głogówecki                   |
| 1742–1806 |                                                                                | Królestwo Prus                    | Święte Cesarstwo Rzymskie         | kamera wrocławska, departament wrocławski, powiat prudnicki              |
| 1806–1815 |                                                                                | Królestwo Prus                    | Królestwo Prus                    | kamera wrocławska, departament wrocławski, powiat prudnicki              |
| 1815–1871 | prowincja Śląsk, rejencja opolska, powiat prudnicki                            | Królestwo Prus                    | Królestwo Prus                    |                                                                          |
| 1871–1918 | Cesarstwo Niemieckie                                                           | Cesarstwo Niemieckie              | Cesarstwo Niemieckie              | Królestwo Prus, prowincja Śląsk, rejencja opolska, powiat prudnicki      |
| 1918–1919 |                                                                                | Republika Weimarska               | Republika Weimarska               | Wolne Państwo Prusy, prowincja Śląsk, rejencja opolska, powiat prudnicki |
| 1919–1933 | Wolne Państwo Prusy, prowincja Górny Śląsk, rejencja opolska, powiat prudnicki | Republika Weimarska               | Republika Weimarska               |                                                                          |
| 1933–1938 | Wolne Państwo Prusy, prowincja Górny Śląsk, rejencja opolska, powiat prudnicki | III Rzesza                        | III Rzesza                        | III Rzesza                                                               |
| 1938–1941 | Wolne Państwo Prusy, prowincja Śląsk, rejencja opolska, powiat prudnicki       | III Rzesza                        | III Rzesza                        | III Rzesza                                                               |
| 1941–1945 | Wolne Państwo Prusy, prowincja Górny Śląsk, rejencja opolska, powiat prudnicki | III Rzesza                        | III Rzesza                        | III Rzesza                                                               |
| 1945–1946 |                                                                                | Rzeczpospolita Polska             | Rzeczpospolita Polska             | Okręg I (Śląsk Opolski)                                                  |
| 1946–1950 | województwo śląskie, powiat prudnicki, gmina Gostomia                          | Rzeczpospolita Polska             | Rzeczpospolita Polska             |                                                                          |
| 1950–1952 | województwo opolskie, powiat prudnicki, gmina Gostomia                         | Rzeczpospolita Polska             | Rzeczpospolita Polska             |                                                                          |
| 1952–1954 | województwo opolskie, powiat prudnicki, gmina Gostomia                         |                                   | Polska Rzeczpospolita Ludowa      | Polska Rzeczpospolita Ludowa                                             |
| 1954–1959 | województwo opolskie, powiat prudnicki, gromada Błażejowice                    |                                   | Polska Rzeczpospolita Ludowa      | Polska Rzeczpospolita Ludowa                                             |
| 1959–1973 | województwo opolskie, powiat prudnicki, gromada Mochów                         |                                   | Polska Rzeczpospolita Ludowa      | Polska Rzeczpospolita Ludowa                                             |
| 1973–1975 | województwo opolskie, powiat prudnicki, gmina Głogówek                         |                                   | Polska Rzeczpospolita Ludowa      | Polska Rzeczpospolita Ludowa                                             |
| 1975–1989 | województwo opolskie, gmina Głogówek                                           |                                   | Polska Rzeczpospolita Ludowa      | Polska Rzeczpospolita Ludowa                                             |
| 1989–1998 | województwo opolskie, gmina Głogówek                                           | Polska                            | Rzeczpospolita Polska             | Rzeczpospolita Polska                                                    |
| od 1999   | województwo opolskie, powiat prudnicki, gmina Głogówek                         | Polska                            | Rzeczpospolita Polska             | Rzeczpospolita Polska                                                    |

## Mieszkańcy
Miejscowość zamieszkiwana jest przez mniejszość niemiecką oraz Ślązaków. Mieszkańcy wsi posługują się gwarą prudnicką, będącą odmianą dialektu śląskiego. Należą do podgrupy gwarowej nazywanej Kapuściołrzy.

### Liczba mieszkańców wsi
- 1871 – 290[51]
- 1885 – 379[52]
- 1905 – 239[53]
- 1910 – 254[54]
- 1933 – 347[52]
- 1939 – 318[52]
- 1966 – 253[55]
- 1998 – 206[56]
- 2002 – 159[56]
- 2009 – 155[56]
- 2011 – 150[56]
- 2013 – 150[57]

## Zabytki

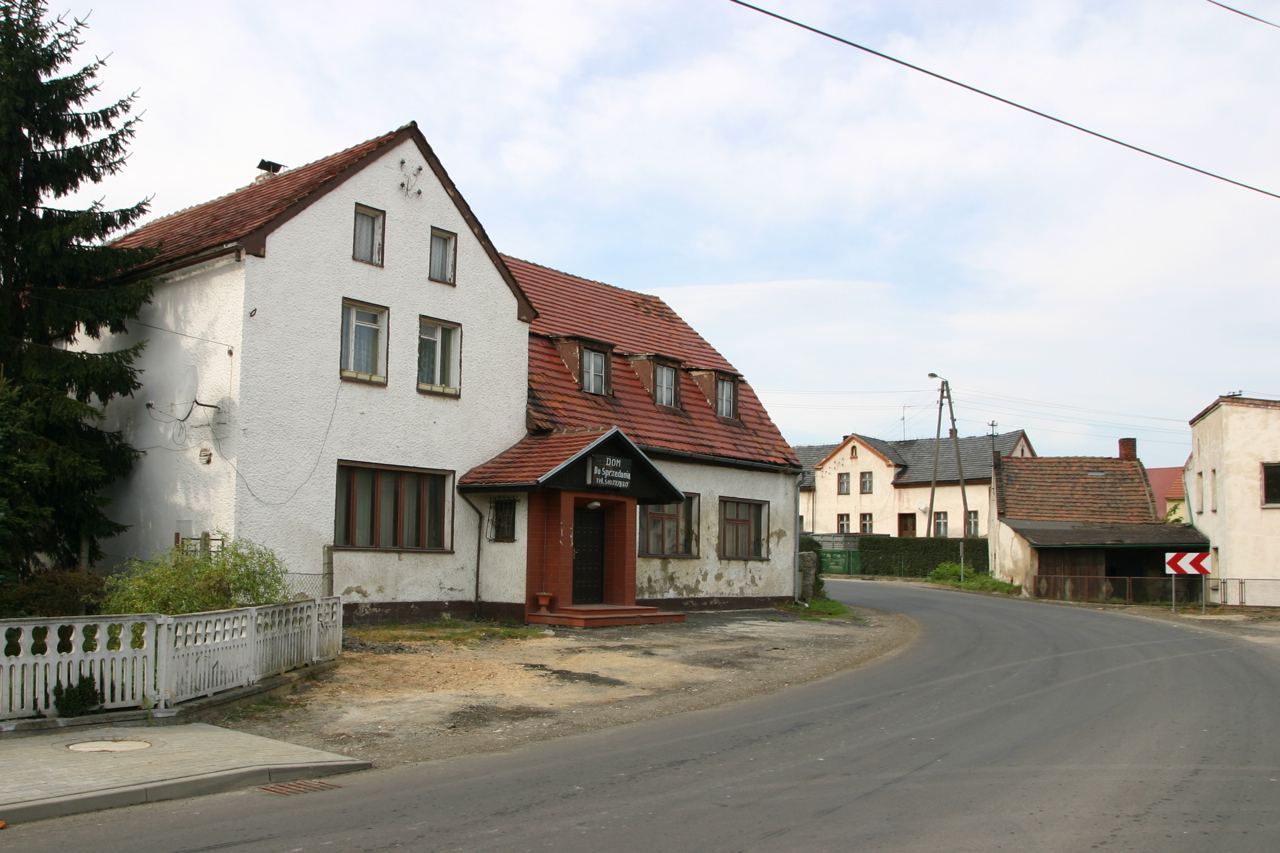
Dom nr 9

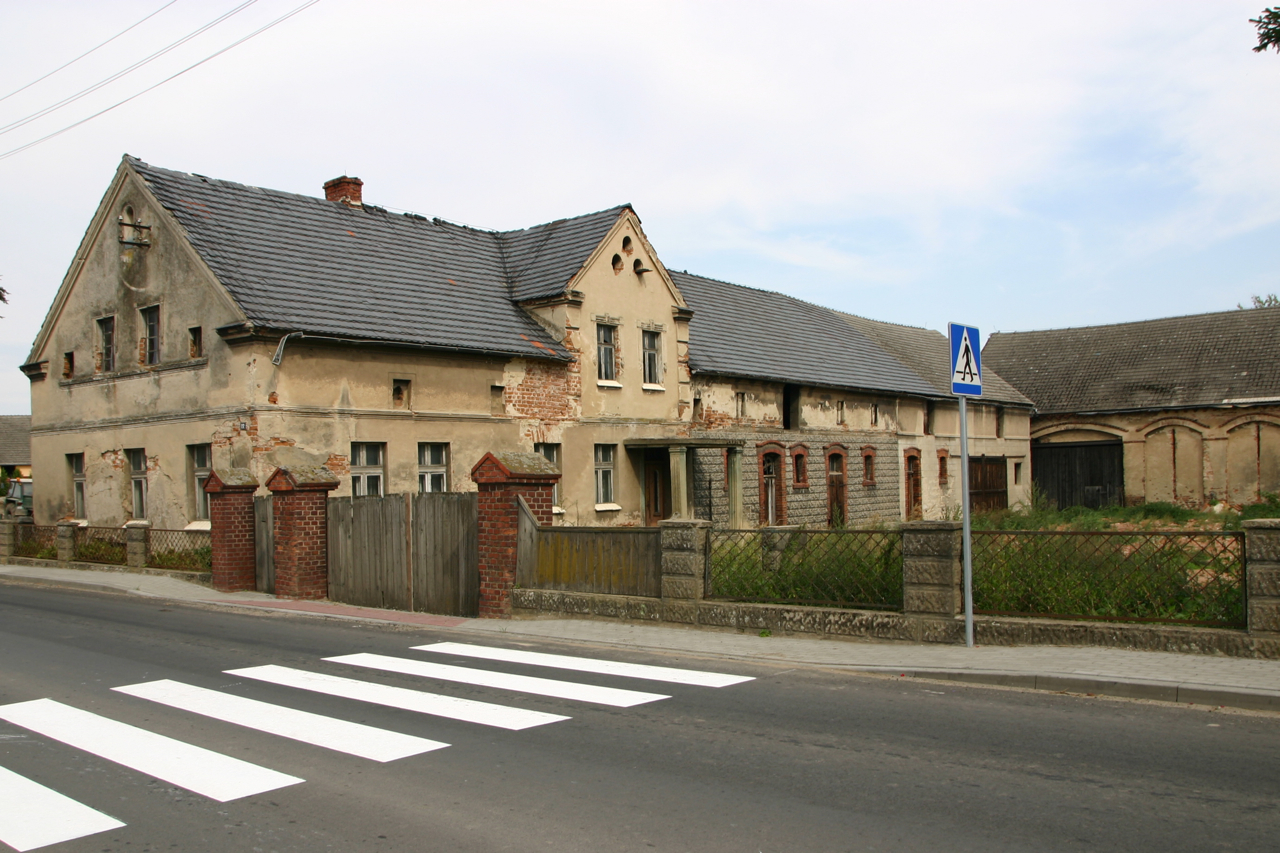
Dom nr 22 ze stodołą

Do wojewódzkiego rejestru zabytków wpisana jest:
- kapliczka-dzwonnica, z XVIII/XIX w.

Zgodnie z gminną ewidencją zabytków w Biedrzychowicach chronione są ponadto:
- kapliczka przy domu nr 1
- kapliczka przy domu nr 39
- dom mieszkalny (wycużny) nr 5
- gospoda Emanuela Zieglera, ob. dom mieszkalny nr 6
- dom mieszkalny nr 9
- dom mieszkalno-gospodarczy nr 11
- dom mieszkalno-gospodarczy w zagrodzie nr 22
  - stodoła w zagrodzie

## Pomniki i obiekty upamiętniające
- Pomnik poległych w I i II wojnie światowej – pomnik w Błażejowicach Dolnych powstały w latach 20. XX wieku jako upamiętnienie mieszkańców wsi, którzy polegli w I wojnie światowej. W latach 90. XX wieku dostawiono do niego dwie tablice z nazwiskami mężczyzn, którzy zginęli lub zaginęli podczas II wojny światowej. Znajdują się na nim napisy w języku niemieckim i polskim: Unser Tot / Nasza śmierć, Gefallen / Zginęli, Vermisst / Zaginęli. Zgodnie z kryteriami w sprawie upamiętnień na obszarze RP żołnierzy niemieckich przyjętymi w uchwale Rady Ochrony Pamięci Walk i Męczeństwa w 1995, pomnik został uznany za nieprawidłowy[31].

Pomnik poległych w I i II wojnie światowej
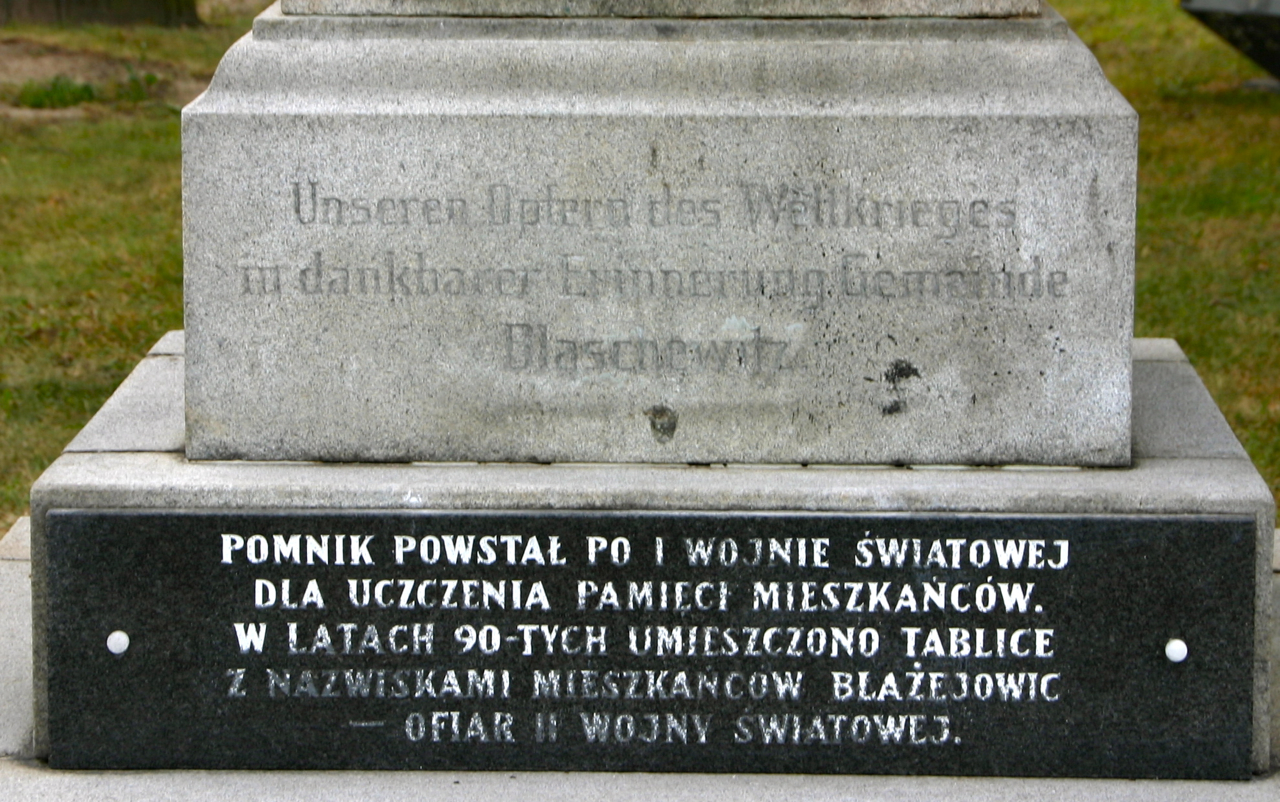
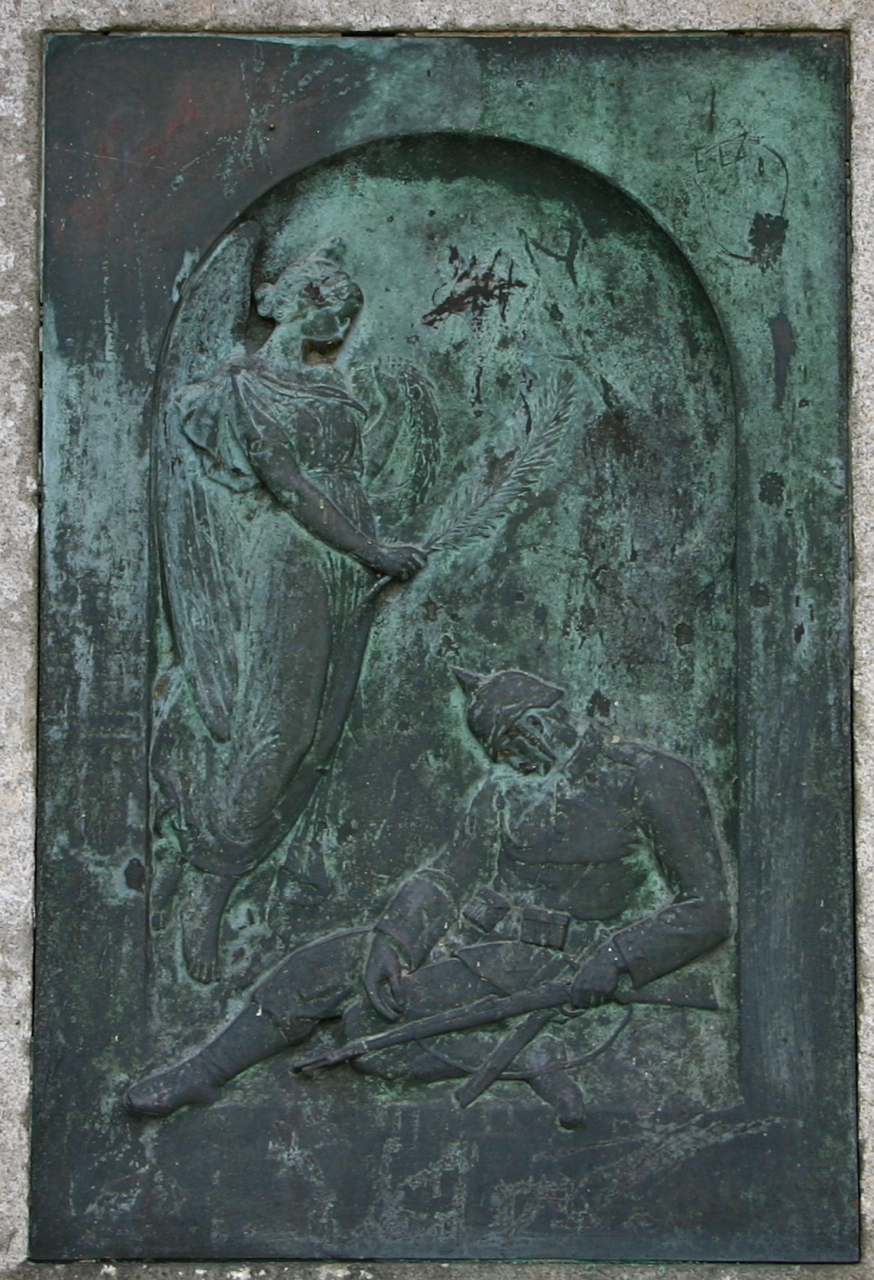
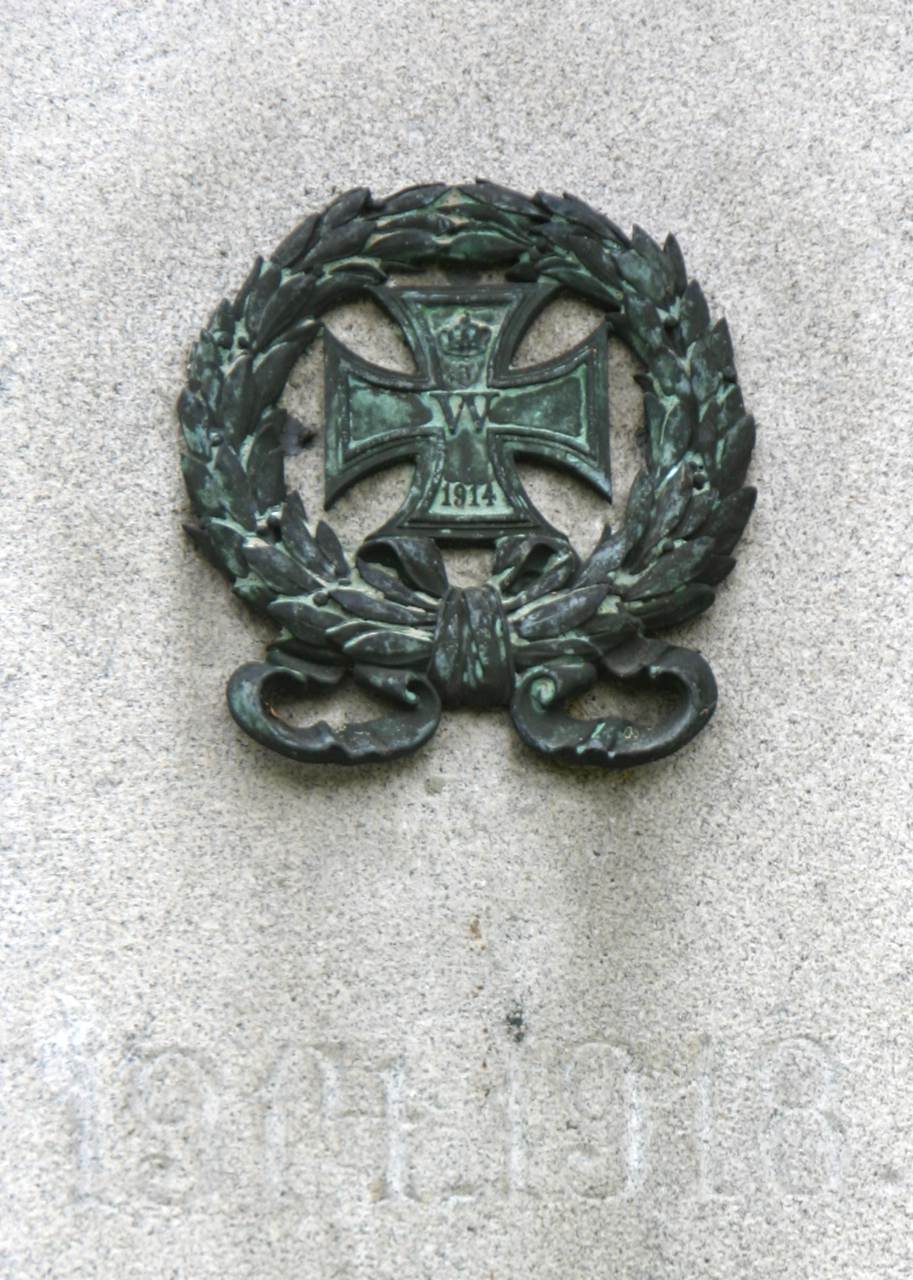
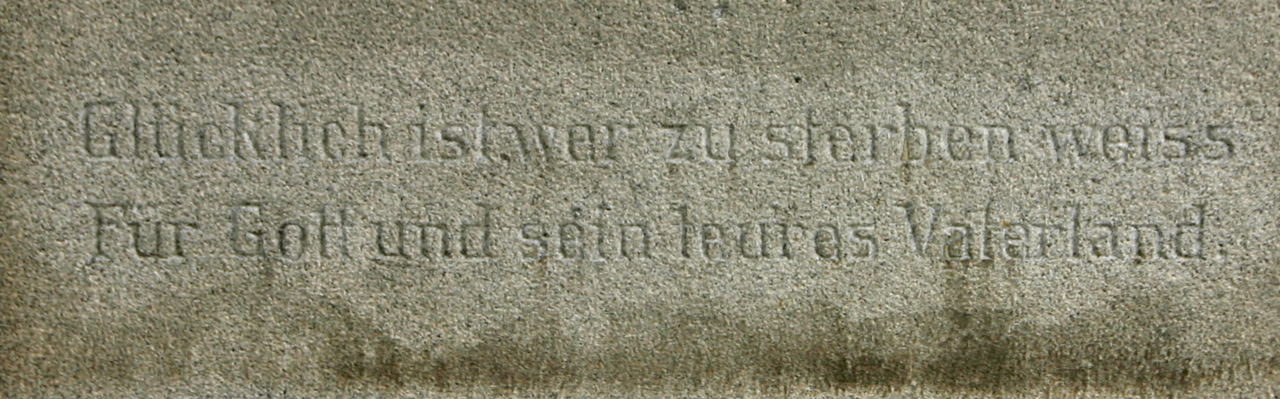

## Gospodarka
W Błażejowicach Dolnych siedzibę mają firmy B.B.L. Usługi Budowlano-Remontowe S.C. i Przedsiębiorstwo Remontowo Budowlane Krystian Gabrisch, zrzeszone w Cechu Rzemieślników i Przedsiębiorców w Prudniku.

## Transport
W zarządzie Wydziału Drogownictwa Starostwa Powiatowego w Prudniku znajdują się drogi powiatowe: nr 1207O relacji Błażejowice Dolne – Zawada – Smolarnia, nr 1208O relacji Biała – Solec – Rostkowice – Wilków – Mionów – Błażejowice Dolne – Mochów oraz nr 1254O relacji Kazimierz – Głogówek – Błażejowice Dolne.
Błażejowice Dolne posiadają połączenia autobusowe z Głogówkiem, Prudnikiem, Zawadą. We wsi znajdują się dwa przystanki autobusowe – „Błażejowice”, „Leśnik Skrzyżowanie”.

## Kultura
W Błażejowicach Dolnych działa Niemieckie Koło Przyjaźni (Deutscher Freundeskreis) – oddział terenowy Towarzystwa Społeczno-Kulturalnego Niemców na Śląsku Opolskim.

## Religia
Katolicy z Błażejowic Dolnych należą do parafii Trójcy Świętej i Matki Bożej Częstochowskiej w Mochowie (dekanat Głogówek). W centrum wsi znajduje się kaplica św. Jana Nepomucena z wieżą dzwonniczą, zbudowana na przełomie XVIII i XIX wieku. Ponadto, we wsi stoi kaplica „Św. Jana Ewangelisty” i kaplica „Dobrej Nadziei” na południowym końcu wsi, kapliczka w polu poświęcona św. Urbanowi i krzyż przydrożny.

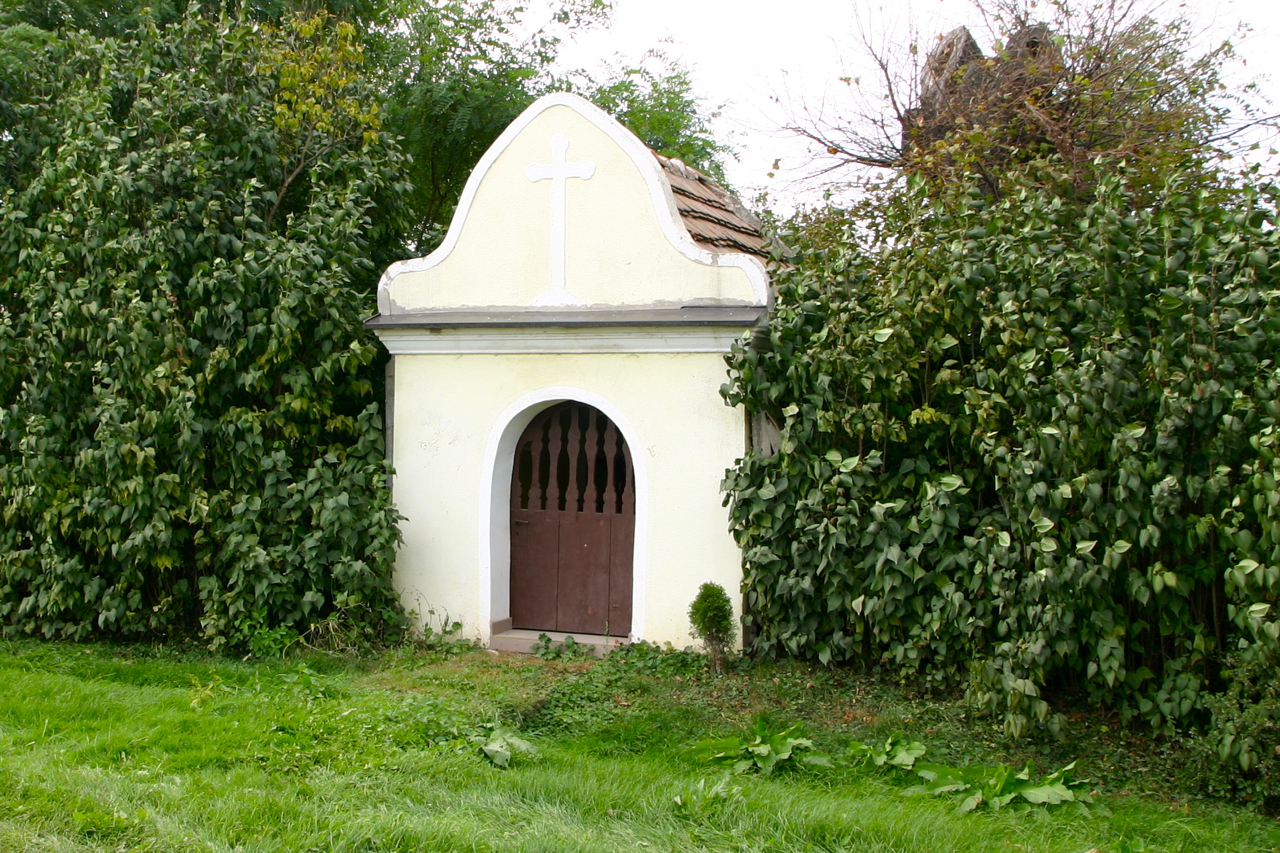
Kaplica „Dobrej Nadziei”
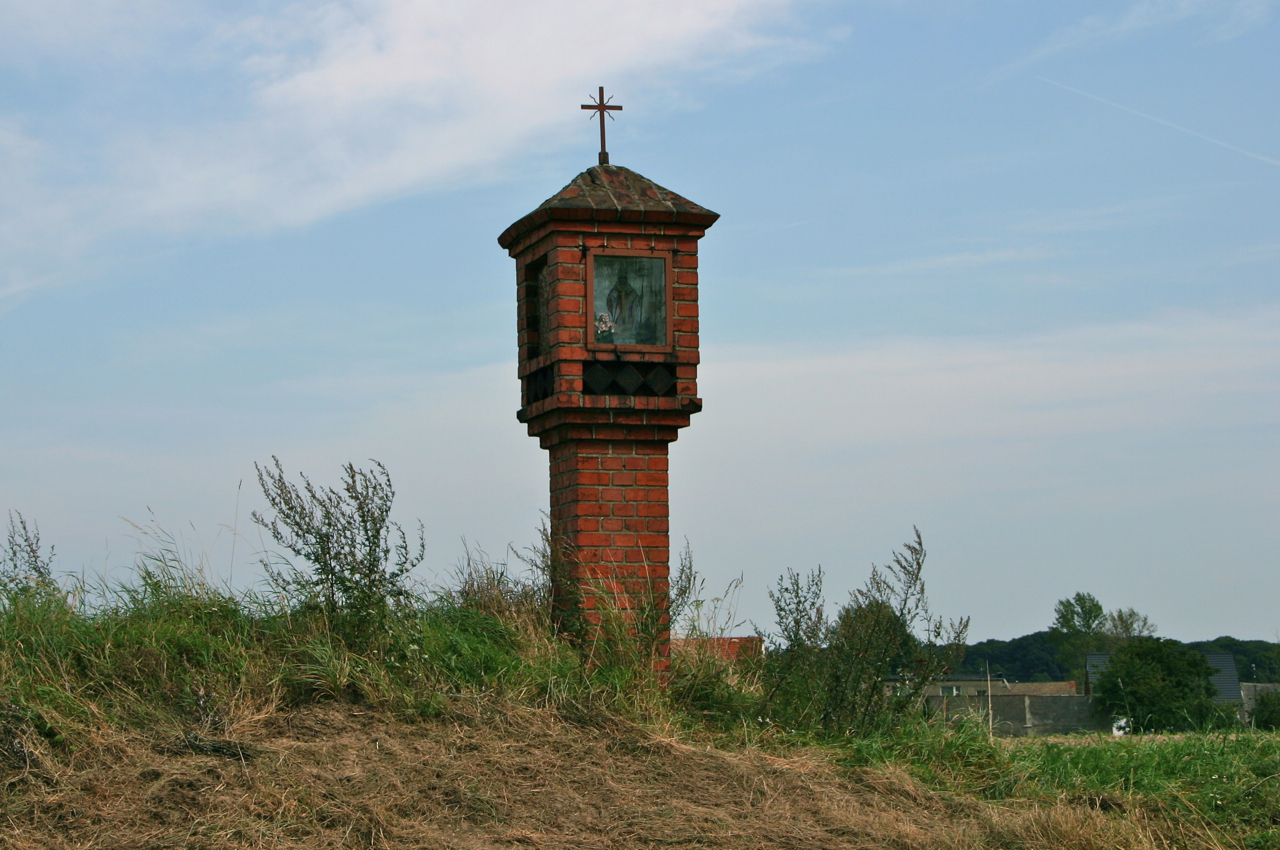
Kapliczka św. Urbana

## Turystyka
Oddział PTTK „Sudetów Wschodnich” w Prudniku ustanowił turystyczną Odznakę Krajoznawczą Ziemi Prudnickiej, którą zdobywa się poprzez zwiedzenie odpowiedniej liczby obiektów w miejscowościach położonych na ziemi prudnickiej, w tym w Błażejowicach Dolnych.
12 lipca 2010, w ramach organizowanego w Prudniku VI Europejskiego Tygodnia Turystyki Rowerowej, w którym wzięli udział rowerzyści z całej Europy, przez Błażejowice Dolne prowadziła trasa „Szlakiem Pielgrzyma”.

## Bezpieczeństwo
Miejscowość jest pod opieką dzielnicowego rejonu służbowego nr 12 Komendy Powiatowej Policji w Prudniku (Komisariat Policji w Głogówku).
Teren wsi, jak i całej gminy Głogówek, położony jest w strefie nadgranicznej w związku z czym Straż Graniczna dysponuje, na tym obszarze, specjalnymi kompetencjami w zakresie bezpieczeństwa. Gminę Głogówek obejmuje zasięgiem służbowym placówka Straży Granicznej w Opolu ze Śląskiego Oddziału SG.

## Ludzie związani z Błażejowicami Dolnymi
- Nikolaus Lassota von Steblau (1510–1585) – kanclerz księstwa opolsko-raciborskiego, właściciel Błażejowic Dolnych